# Liste chronologique des universités européennes existant sans interruption

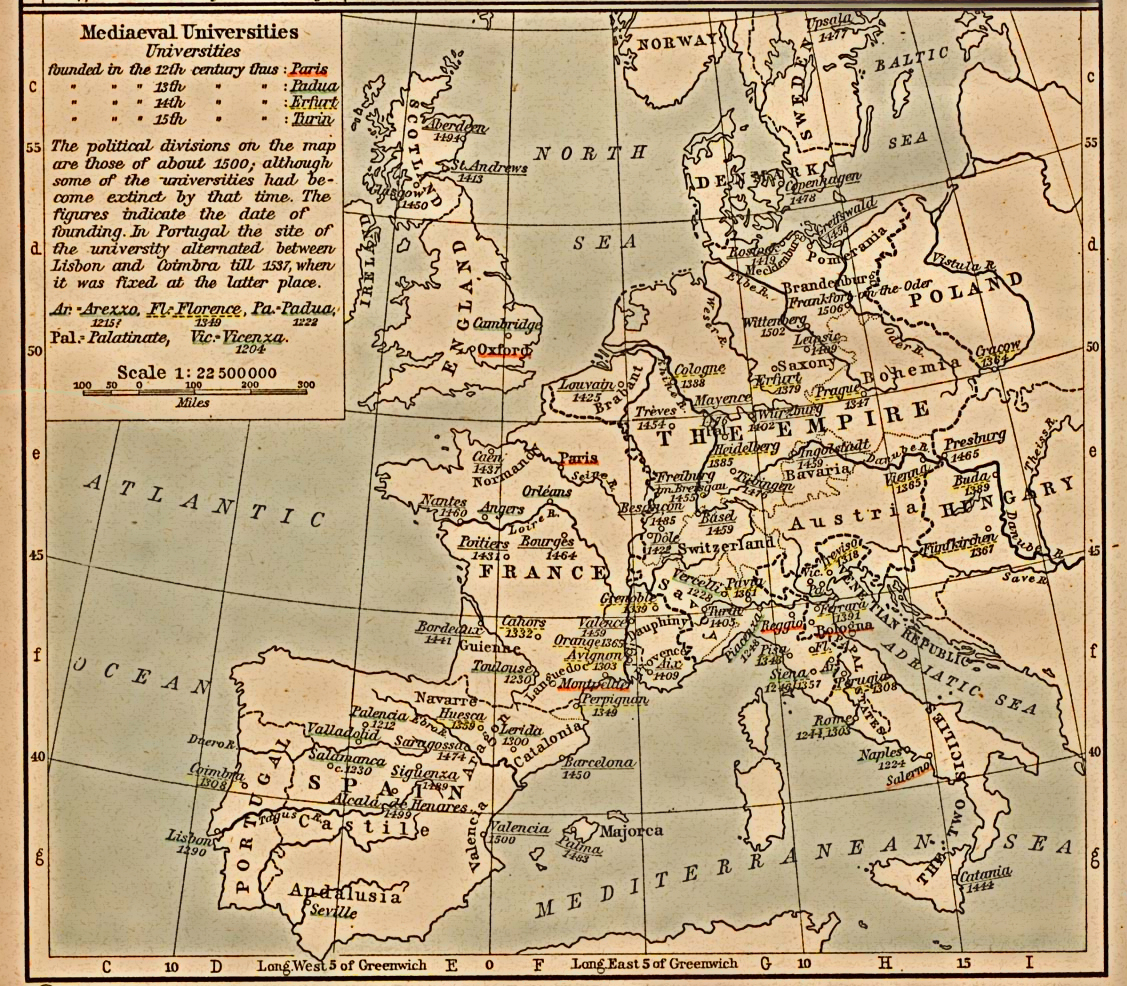
Carte des universités médiévales en Europe occidentale, publiée en 1923.

Les universités, (latin : universitas), organismes destinés à transmettre le savoir, sont nées dans le Saint-Empire romain et dans les royaumes de France et d'Angleterre, comme corporations d'étudiants (Bologne) ou de professeurs (Sorbonne, Oxford) afin de pouvoir enseigner et étudier librement.

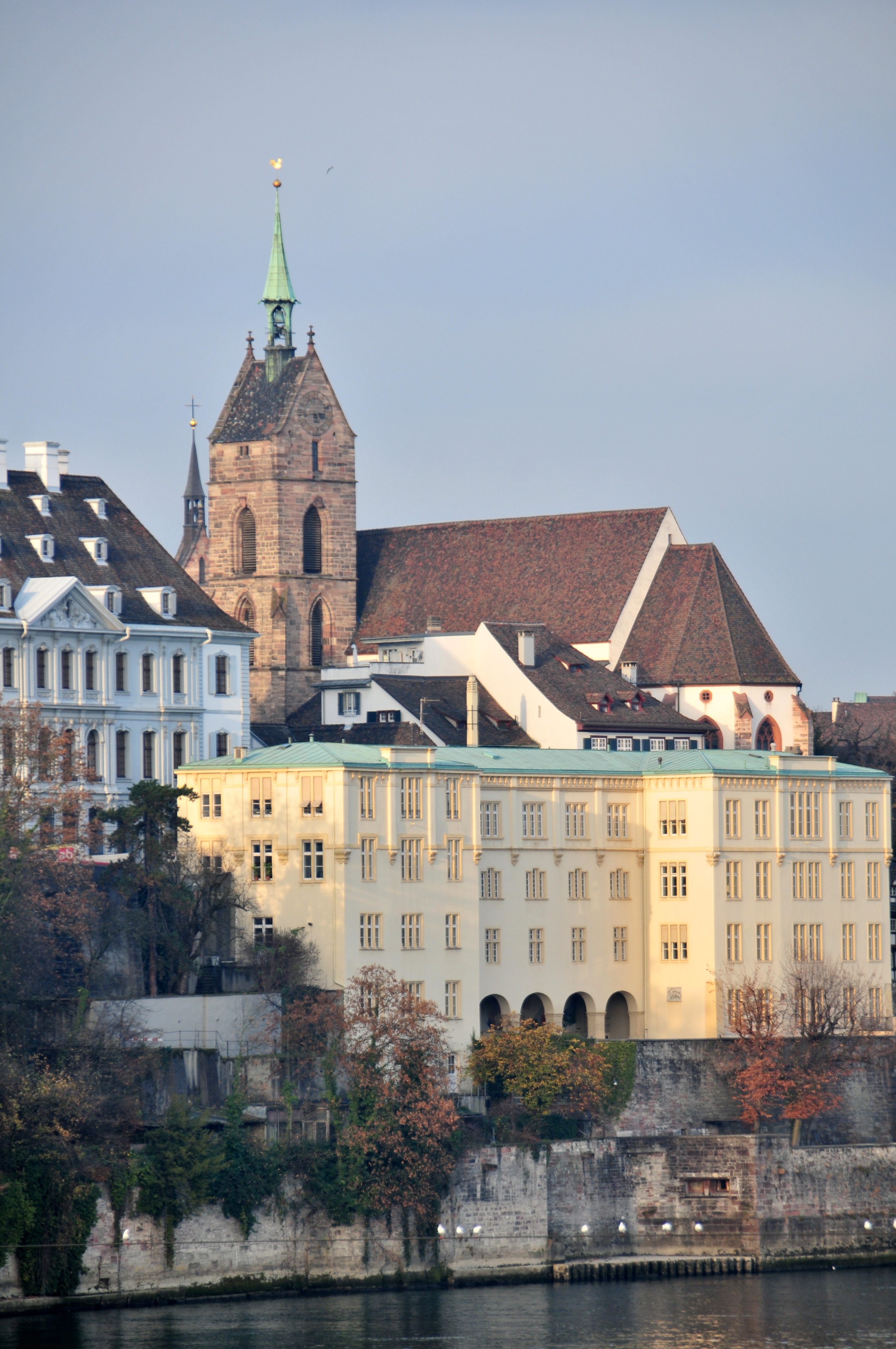
L'université de Bâle est l'université la plus ancienne de Suisse et en raison de l'héritage intellectuel d'Érasme de Rotterdam au XVe siècle est généralement comptée parmi l'un des lieux de naissance de l'humanisme de la Renaissance.

Imitant les corps de métier, désireux de protéger leur liberté d'étudier, ils se sont regroupés en corporations (en latin médiéval « universitates ») et ont formé des « universitates studii magistrorum et scholarium » auxquelles étaient délivrées des franchises demandées directement à l’empereur du Saint-Empire, dont le pouvoir était suffisant pour les protéger durant leurs études. L’apparition d'universités fut une révolution dans la transmission du savoir. Elles furent un outil politique de recherche scientifique et légale contraires au droit canon, en faisant sortir le savoir des murs clos des abbayes, ainsi que des écoles épiscopales, permettant de découvrir des outils répandant ce concept dans le monde au fil des conquêtes et des échanges commerciaux. Par la suite, devant le succès de l'enseignement universitaire, le Saint-Siège lui-même a encouragé la création de ces centres d'enseignements. Leur histoire les distingue des écoles de philosophie grec telles Lycée, Collège, etc. plus d'un millénaire leur ainées, du fait qu'elles suivent Bologne, fondée par des étudiants revendiquant le droit à étudier hors du cadre religieux. En opposition aux écoles antiques, fondée par des professeurs, dans certains cas avec un plan similaire.
De nombreuses universités médiévales n'ont pas survécu aux guerres, aux réformes et aux désirs de modernisation de l'enseignement dans tous les territoires, du Portugal à la Russie. Carte ci-contre.
D'autres universités médiévales ont survécu sans interruption jusqu'à nos jours et ont continué à transmettre leur enseignement et leur esprit de "libertas academica". En voici la liste.

## Universités médiévales, fondées avant 1500, existant sans interruption jusqu'à nos jours
1. Université de Bologne 1088

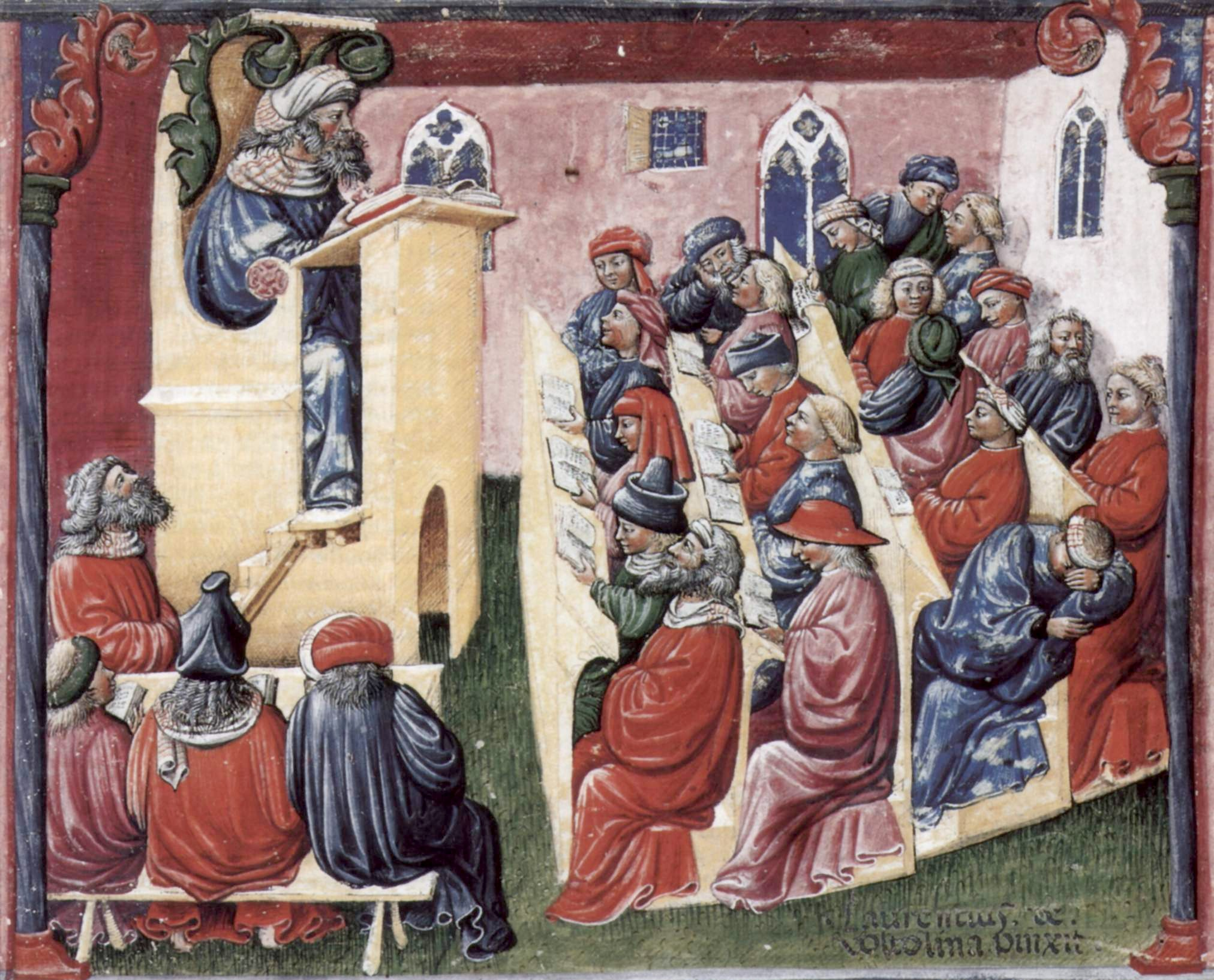
L'aristotélicien Henricus de Alemannia, professeur à l'université de Bologne, devant ses étudiants. Miniature de la seconde moitié du XIVe siècle.

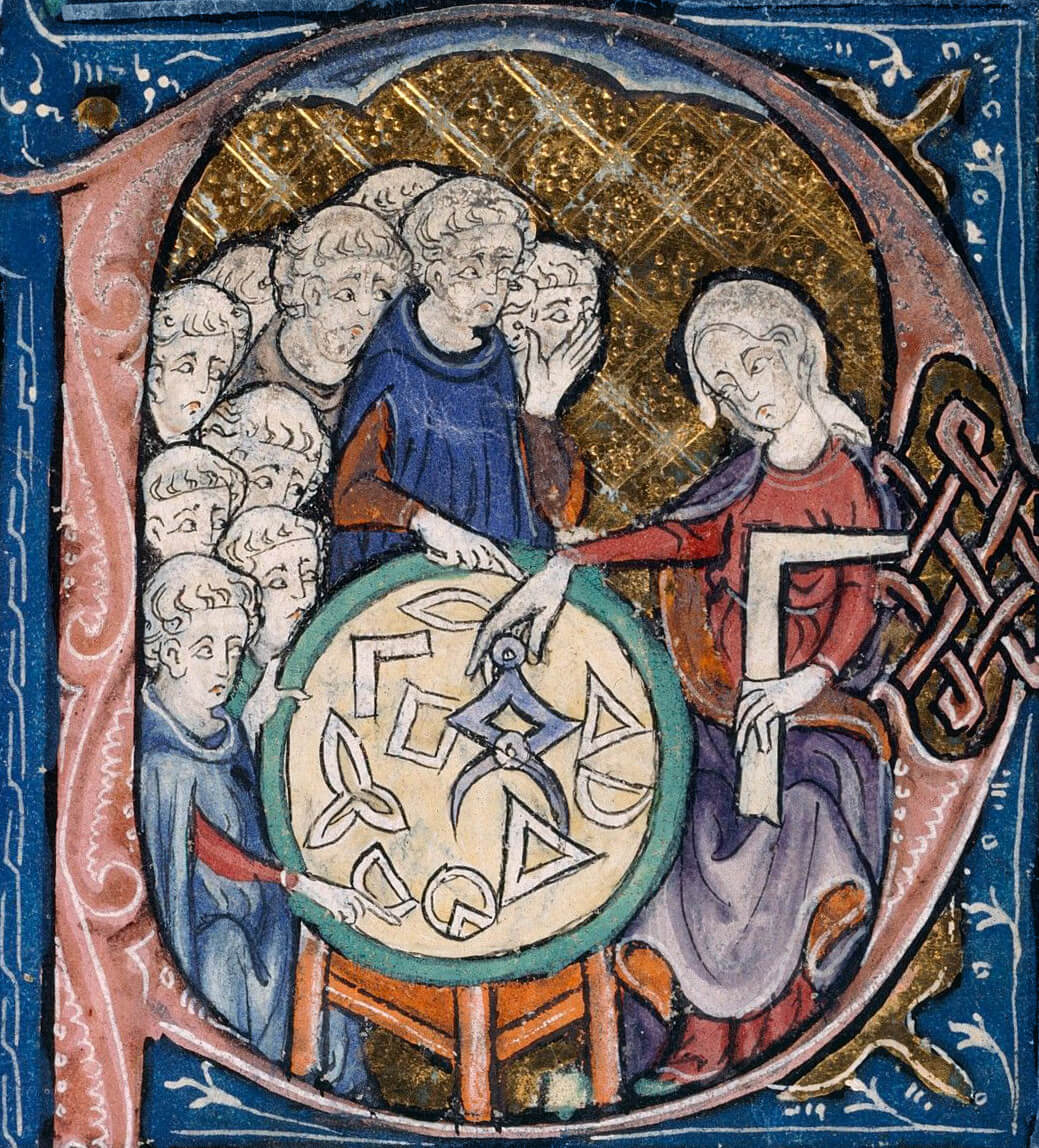
Une professeur enseignant la géométrie. Miniature du XIVe siècle.

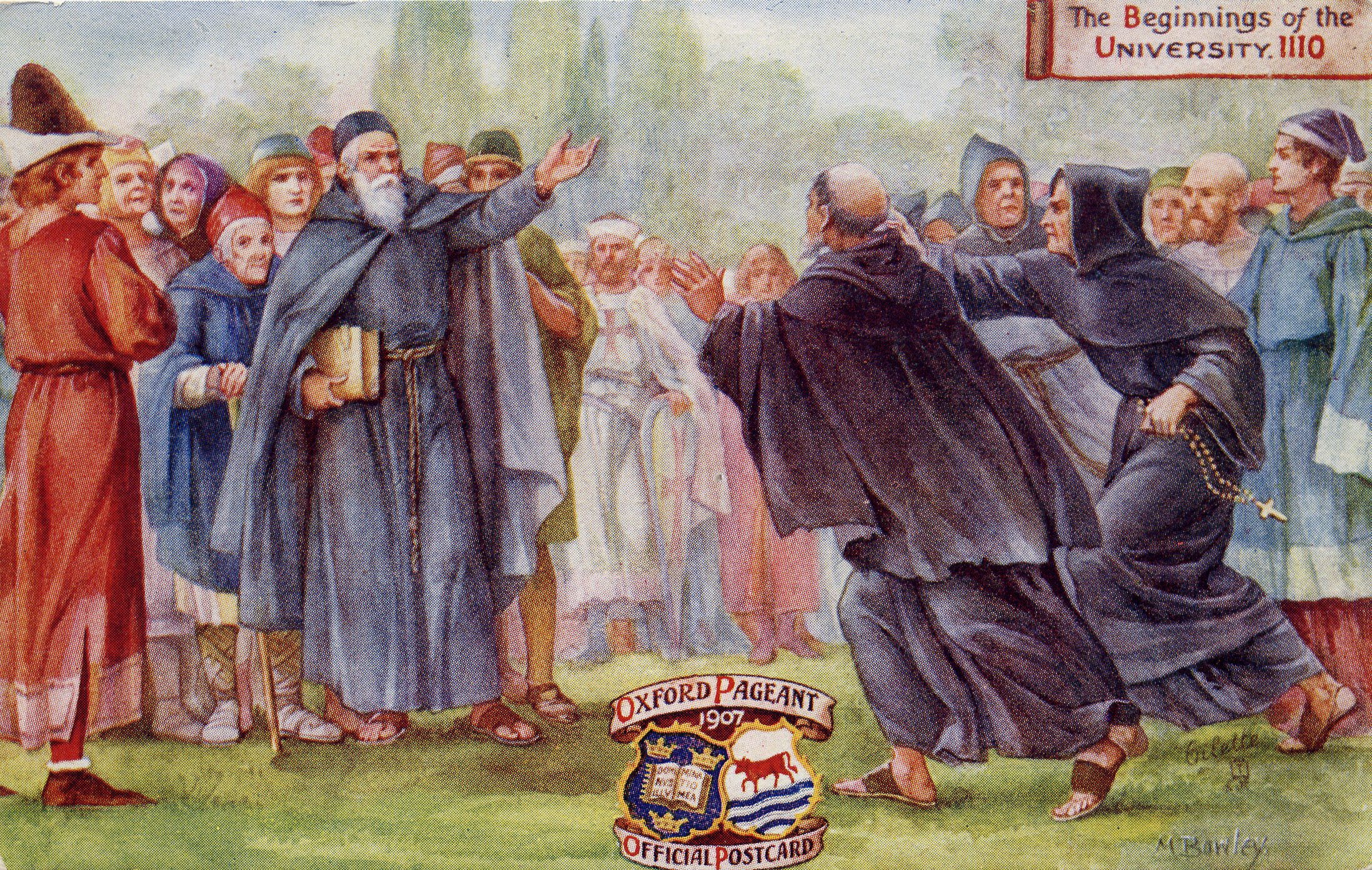
Arrivée à Oxford de Thibaud d'Étampes, considéré comme le fondateur de l'université. Il subit l'hostilité des moines d'Abington, car les monastères sont désormais privés de leur monopole de transmission du savoir, et qui l'avaient accusé d'hérésie. (Reproduction d'une carte postale de 1907 d'après un tableau de C. Bowley).

2. Université d'Oxford 1096-1167 (charte accordée en 1248)
3. Université de Cambridge 1209 (charte accordée en 1231)
4. Université de Salamanque 1218
5. Université de Padoue 1222 (mais vraisemblablement plus ancienne)
6. Université de Naples 1224 ou 1258
7. Université de Sienne 1240 (mais a été fusionnée 8 ans avec Pise)
8. Université de Valladolid 1241
9. Université de Coimbra 1290
10. Université de Macerata 1290
11. Université de Rome « La Sapienza » 1303
12. Université de Pérouse 1308
13. Université de Florence 1321
14. Université de Camerino 1336
15. Université de Pise 1343 (mais a été fusionnée 8 ans avec Sienne)
16. Université Charles (Prague) 1348
17. Université de Pavie 1361
18. Université Jagellonne (Cracovie) 1364
19. Université de Vienne 1365
20. Université de Pécs 1367
21. Université de Heidelberg 1386
22. Université de Ferrare 1391
23. Université de Turin 1404
24. Université de Leipzig 1409
25. Université de St Andrews 1413
26. Université de Rostock 1419
27. Université de Louvain 1425
28. Université de Catane 1434
29. Université de Barcelone 1450
30. Université de Glasgow 1451
31. Université d'Istanbul 1453
32. Université de Greifswald 1456
33. Université de Fribourg-en-Brisgau 1457
34. Université de Bâle 1460
35. Université de Munich 1472
36. Université de Tübingen 1477
37. Université d'Uppsala 1477
38. Université de Copenhague 1479
39. Université de Gênes 1481
40. Université d'Aberdeen 1495
41. Université de Saint-Jacques-de-Compostelle 1495
42. Université d'Alcalá, 1499, transférée à Madrid en 1836 pour devenir l'Université Complutense de Madrid.
43. Université de Valence 1499[2]

## Universités européennes existant sans interruption depuis une date postérieure à 1500
- Allemagne :
  - Université de Wittemberg, 1502, fusionne en 1817 avec l'université de Halle pour former l'université Martin-Luther de Halle-Wittemberg, établie désormais à Halle.
  - Université de Marbourg, 1527
  - Université de Göttingen, 1734
  - Université de Münster, 1902
- Autriche
  - Université de Graz, 1585
  - Université de Salzbourg, 1622
  - Université d'Innsbruck, 1669
- Belgique
  - Université de Gand, 1817
  - Université de Liège, 1817
  - Université catholique de Belgique, 1834, change son nom en 1835 en Université catholique de Louvain puis est divisée entre la Katholieke Universiteit Leuven de langue néerlandaise et l'université catholique de Louvain de langue française, 1968.
  - Université de Namur, 1831
  - Université libre de Bruxelles, 1834
  - Université Saint-Louis - Bruxelles, 1858
- Bosnie-Herzégovine : université de Sarajevo, 1949
- Bulgarie :
  - Université de Sofia, 1888
  - Université nationale d'économie, 1920
- Croatie : université de Zagreb, 1669
- Danemark : université technique du Danemark, 1829
- Espagne
  - Université de Séville, 1505
  - Université de Grenade, 1531
  - Université d'Oviedo, 1574
  - Université d'Alcalá de Henares, 1977.
- Estonie : université de Tartu, 1802
- Finlande :
  - Université d'Helsinki, 1640, à l'origine Académie royale de Turku qui s'établit à Helsinki en 1827.
  - Université de Jyväskylä
- France : toutes les universités de France sont supprimées formellement en 1793, et donc aucune ne remplit stricto sensu les conditions pour figurer dans la liste des universités fondées avant 1500 reprise ci-dessus.
- Géorgie : université d'État de Tbilissi, 1918
- Grèce :
  - Académie ionienne, 1824
  - Université polytechnique nationale d'Athènes, 1836
  - Université nationale et capodistrienne d'Athènes, 1837
  - Université Aristote de Thessalonique, 1925
  - Université de Patras, 1964
- Hongrie :
  - Université Loránd Eötvös, 1635 (continuation de l'université de Trnava (« Univerzitas ») alors Nagyszombat, aujourd'hui en Slovaquie), 1635
  - Université Semmelweis, 1769
  - Université polytechnique et économique de Budapest, 1782
- Islande : université d'Islande, 1911
- Irlande
  - Université de Dublin, 1592
  - University College de Dublin,1854
- Italie
  - Université d'Urbino, 1506
  - Université de Messine, 1548
- Lettonie : université technique de Riga, 1862
- Liechtenstein : Universität Liechtenstein (de), 1992, successeur de l'Abendtechnikum Vaduz fondée en 1961.
- Lituanie : université de Vilnius, 1919 (université fondée initialement en 1518, fermée en 1830)
- Luxembourg : université de Luxembourg, 2003
- Macédoine :
  - Université Saints-Cyrille-et-Méthode de Skopje, 1946
  - Université Saint-Clément d'Ohrid de Bitola, 1979
- Malte : université de Malte, 1769, successeur du Collegium Melitense fondé par les jésuites en 1592.
- Norvège : université d'Oslo, 1811
- Pays-Bas
  - Université de Leyde, 1575
  - Université de Groningen, 1614
  - Université d'Amsterdam, fondée en 1632, comme Athenaeum Illustre.
  - Université d'Utrecht, 1636
- Pologne :
  - Université de Wrocław, 1811 (fondée initialement en 1702 sous le nom de Academia Leopoldina)
  - Université de Varsovie, 1816
- Portugal
  - Université de Lisbonne, 1911
  - Université d'Évora, 1559/1973
  - Université de Porto, 1836/1911 (d'abord établie comme Académie Polytechnique de Porto et École Médico-chirurgicale de Porto en 1836).
- Roumanie :
  - Université Alexandre-Jean-Cuza de Iași, 1860
  - Université de Bucarest, 1864
  - Université Babeș-Bolyai, 1872/1918
- Royaume-Uni
  - Angleterre
    - University College London (devenu London University), 1826
    - King's College London, 1829
    - Durham University, 1832
    - University of London fondé avec l'UCL et le King's College London qui fusionnent en 1836.

  - Écosse :
    - Université d'Édimbourg, 1583

  - Pays de Galles : University of Wales, Lampeter et St David's College, Lampeter, 1822, devenus université du pays de Galles Trinity Saint David, fusion en 2010.
  - Irlande du Nord : Queen's University Belfast, 1845
- Russie
  - Université de Moscou, 1755
  - Université de Saint-Pétersbourg, 1819
  - Université de Königsberg, 1967
- Serbie : université de Belgrade, 1808
- Slovaquie : université Comenius de Bratislava 1919 (cf. supra université de Trnava créée en 1638, mais transférée ensuite en Hongrie).
- Slovénie : université de Ljubljana, 1919
- Suède :
  - Université de Lund, 1666 ; un Studium Generale de l'ordre franciscain est fondé à Lund en 1425, comme première université de l'Europe du Nord mais est supprimée à la suite de la Réforme protestante.
- Suisse :
  - Universités cantonales
    - Université de Zurich, faculté de théologie datant de 1525 ; mais plusieurs facultés fusionnent en une seule université en 1833 ; la plus grande université suisse pour le nombre d'étudiants.
    - Université de Lausanne, fondée en 1537
    - Université de Genève 1559; fondée par Jean Calvin
    - Université de Fribourg origine 1582; est. 1889
    - Université de Berne, 1834
    - Université de Neuchâtel,1838
    - Université de Lucerne, 1851
    - Université de Saint-Gall, 1898
    - Université de la Suisse italienne, à Lugano, 1996 ; la plus récente université suisse

  - Institut fédéral de technologie
    - École polytechnique fédérale de Lausanne (EPFL) établie en 1853 ; ouverte en 1869
    - École polytechnique fédérale de Zurich (ETHZ) 1855.
- République tchèque (outre l'université Charles de Prague 1348, voir supra)
  - Université Palacký d'Olomouc, 1573, en tant qu'université jésuite d'Olomouc.
  - École polytechnique de Prague, 1707, la plus ancienne université « technique » non militaire en Europe.
- Ukraine :
  - Université de Lviv, 1661-1773, 1784-1805, 1817
  - Université de Kharkiv, 1804
  - Université de Kiev, 1834.